# Van (Turchia)
Van (in curdo Wan‎, in armeno Վան?) è una città della Turchia orientale, nei pressi del lago omonimo.
Dal 2012 la città è stata elevata a comune metropolitano (Van Büyükşehir Belediyesi) con un territorio coincidente a quello della provincia. La città vera e propria si estende sui distretti di İpekyolu e Tuşba, i quali contano insieme circa 412 000 abitanti (2013).

## Storia

### Urartu

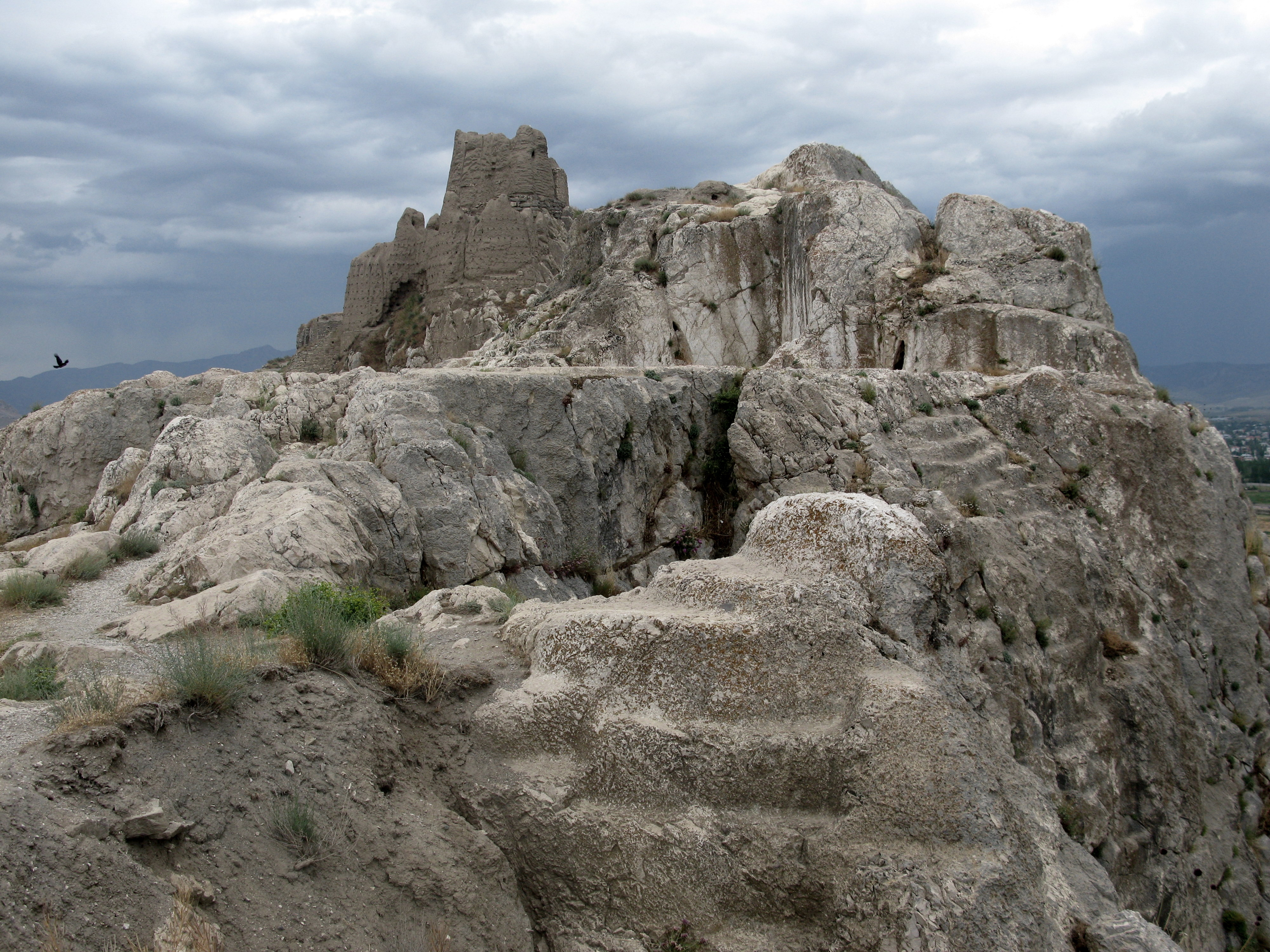
Sommità del Castello di Van.

Iscrizione dell'Imperatore persiano Serse.

Sotto l'antico nome di Tushpa, Van fu la capitale del regno di Urartu nel IX secolo a.C..
L'insediamento più arcaico era centrato sullo scosceso promontorio ora noto come "Castello di Van" (in turco Van Kalesi), chiuso su un lato dal lago di Van, che si trova a pochi chilometri a ovest della città moderna. Qui sono state rinvenute iscrizioni in caratteri cuneiformi di Urartu, databili all'VIII e VII secolo a.C.. In una delle iscrizioni trilingue di Bisotun, redatta su ordine di Serse, Imperatore achemenide di Persia, il paese è chiamato Urartu in lingua babilonese e Armenia in Lingua persiana antica.
Il nome 'Van' deriva dalla lingua di Urartu Biaina.
La regione passò sotto il controllo armeno nel VII secolo a.C. e, successivamente, dei persiani alla metà del VI secolo a.C.. Nel 331 a.C. Van fu conquistata da Alessandro Magno e dopo la sua morte cadde sotto la dinastia seleucide. All'inizio del II secolo a.C. Van è sotto controllo armeno, diventando un centro di rilievo sotto il regno del re armeno Tigrane II. La città venne poi governata dagli Arsacidi d'Armenia.

### Vaspurakan
Dopo l'invasione degli arabi musulmani i bizantini tennero la città tra il 628 e il 640. Successivamente emerse la dinastia armena degli Artsruni, che, inizialmente dipendenti dal sovrano di Ani, riuscirono a rendersi indipendenti nel 908, fondando il regno armeno del Vaspurakan. Il regno non aveva una capitale, muovendosi la corte reale tra le principali città, tra cui anche Van. Il regno del Vaspurakan cessò di esistere nel 1021, quando la sovranità passò all'Impero Bizantino.

### Selgiuchidi
Le incursioni dei turchi selgiuchidi ebbero inizio nel 1050 e portarono, dopo la battaglia di Manzikert al pieno controllo musulmano su Van. Governata da signori locali musulmani, cadde nel 1240 nelle mani dei mongoli. Nel XIV secolo cade sotto il dominio turco dei Kara Koyunlu.

### Periodo ottomano
Nel XV secolo Van diventò terra di conflitto tra l'Impero ottomano e l'Impero Safavide:  I Safavidi presero Van nel 1502, gli Ottomani nel 1515 perdendola dopo 5 anni. Il controllo definitivo ottomano arrivò nel 1548. Van venne posta inizialmente sotto l'Eyalet di Erzurum per poi costituire un eyalet autonomo.

### Prima guerra mondiale
La città venne inclusa nell'Amministrazione dell'Armenia occidentale.

### Repubblica Turca
Nel 2011 la città è stata colpita da un terremoto.

## Società

### Evoluzione demografica
La città fa parte della regione storica dell'Armenia, di cui costituì uno dei principali centri culturali. Tra il XIX e il XX secolo persisteva, tanto in città quanto del territorio limitrofo, una consistente minoranza armena. La città comprendeva, allo scoppio della prima guerra mondiale, quartieri musulmani, quartieri armeni e quartieri misti, come la città vecchia. In seguito al conflitto la popolazione armena è rimasta coinvolta nel genocidio armeno o ha preso la via dell'esilio. Oggi la maggioranza degli abitanti è curda, con una minoranza turca, anche se mancano dati ufficiali perché i censimenti non vengono effettuati su base etnica.